# 小見川千明
小見川千明（日语：／ Omigawa Chiaki，1989年11月11日—）是一名日本女性聲優。神奈川縣出身。血型O型。
2008年首次擔當電視動畫《SOUL EATER》的女主角瑪嘉·亞爾邦。畢業於日本藝術高等學校。
2010年大前茜從聲優業界退休後，部分的角色由小見川繼承。
2016年12月31日，宣布退出原事務所Hirata Office，以自由身身份繼續活動。2017年8月16日宣布加入Crocodile。

## 主要參與作品
主角、主要角色以粗體表示

### 電視動畫
2008年
- SOUL EATER（瑪嘉·亞爾邦）

2009年
- 夏日風暴！（上賀茂潤）
- 夏日風暴！〜春夏冬中〜（上賀茂潤）

2010年
- 向陽素描×☆☆☆（小薺）
- 荒川爆笑團（P子）
- 神偷怪盜（學生）
- 妄想學生會（三葉睦美）
- 荒川爆笑團2（P子）
- 侵略！花枝娘（後輩C）
- 女僕咖啡廳（嵐山步鳥）

2011年
- 花開物語（鶴來民子）
- 瑪莉亞狂熱 Alive（八卷小町）
- Double-j（佐佐瑪利亞）
- 最後流亡-銀翼的飛夢-（麥蘿麗雅）

2012年
- 交響詩篇AO（愛蓮娜·皮普爾斯）
- 猛烈宇宙海賊（遠藤麻美、芙蘿拉·查比）
- 向陽素描×蜂窩（小薺）

2014年
- 天才麻將少女 全國篇（Megan Davin）
- 妄想學生會＊（三葉睦美）
- Soul Eater Not!（瑪嘉·亞爾邦）
- 女友伴身邊（石田伊須紀）

2015年
- 聖劍使的禁咒詠唱（安潔拉·強森）
- 小長門有希的消失（森園生）
- 噬神者（楠立夏）

2016年
- 春太與千夏～春太與千夏共度青春～（朝比奈香惠）
- 幸運邏輯（瓦爾基麗）
- 文豪Stray Dogs（谷崎奈緒美）
- 路人超能100（「爪」幹部無飼）
- 文豪Stray Dogs 第2期（谷崎奈緒美）

2017年
- 動物朋友（豹變色龍）
- 悠久持有者：魔法老師！ 第2部（椎名櫻子）

2018年
- 劍王朝（商家大小姐[3]）
- gd men gdgd men's party（道端拉姆）
- 小邪神飛踢（米諾斯）
- 千緒的通學路（野野村真奈菜[4]）
- 用漫畫来了解吧！Fate/Grand Order（保羅·班揚）

2019年
- 路人超能100 II（「爪」幹部無飼）
- 雨色可可side G（郁美）
- B-PROJECT～絶頂＊ Emotion～（遙日〈幼年〉）
- 文豪Stray Dogs 第3期（谷崎奈緒美）
- 八月的棒球甜心（薙刀社的學生2、直江太結）
- 炎炎消防隊（噗斯噗斯＆烈焰烈焰）

2020年
- 理科生墜入情網，故嘗試證明。（藍香）
- 小邪神飛踢'（米諾斯、魔獸5）
- 炎炎消防隊 貳之章（噗斯噗斯＆烈焰烈焰）

2021年
- 文豪Stray Dogs 汪！（谷崎奈緒美）
- 如果這叫愛情感覺會很噁心（小竹）
- 再見了，我的克拉默（水橋）
- 精靈幻想記（琉璃）

2022年
- 小鳥之翼（安莉[5]）
- 理科生墜入情網，故嘗試證明。r=1-sinθ（藍香）
- 小邪神飛踢X（米諾斯）
- 徹夜之歌（短）

2023年
- 小太郎一個人生活（主婦）
- 小邪神飛踢 世紀末篇（米諾斯）

2024年
- Re:Monster（哥布浮）
- 神之塔 -Tower of God- 王子的歸還（蕾菲利斯塔·扎巴德）
- 深夜Punch（大江戶孤獨GIRL）

2025年
- 終末起點（賈斯敏·弗雷姆斯沃斯[6]）
- 炎炎消防隊 參之章（噗斯噗斯＆烈焰烈焰）

### 動畫電影
2011年
- 永遠之久遠（深夕）
- 劇場版 魔法老師 ANIME FINAL（椎名櫻子）

2013年
- 劇場版 花開物語 HOME SWEET HOME（鶴來民子）

2014年
- 劇場版 猛烈宇宙海賊（遠藤麻美）

2017年
- 劇場版 妄想學生會（三葉睦美）

2018年
- 文豪Stray Dogs DEAD APPLE（谷崎奈緒美）

2019年
- 只想受到你的歡迎（女學生）

2020年
- 灰色：幻影扳機 THE ANIMATION Stargazer（貝爾貝特）

2021年
- 劇場版 妄想學生會2（三葉睦美）

### 遊戲
2008年
- SOUL EATER: Monotone Princess（瑪嘉‧亞爾邦）（Wii）
- SOUL EATER: Plot of Medusa（瑪嘉‧亞爾邦）（任天堂DS）

2009年
- SOUL EATER: Battle Resonance（瑪嘉‧亞爾邦）（PS2·PSP）

2014年
- 白貓Project（露西）

2017年
- Fate/Grand Order（保羅·班揚）
- 閃耀幻想曲（小薺）

2018年
- 天華百劍 -斬-（笹貫）

2020年
- 少女前線（C-93）

2024年
- 怪物彈珠（足利成氏）
- 界之轨迹 （艾梅丝）

### CM
- 月刊少年GANGAN

## 書籍
- 写真集 晴レの日に。（2018年）

## 外部連結
- 官方网站
- 事務所官方簡介 （页面存档备份，存于）（日語）
- 小見川千明的X（前Twitter） （日語）
- 小見川千明的Instagram帳戶 （日語）